# PSME2
PSME2 (англ. Proteasome activator subunit 2) – білок, який кодується однойменним геном, розташованим у людей на короткому плечі 14-ї хромосоми.  Довжина поліпептидного ланцюга білка становить 239 амінокислот, а молекулярна маса — 27 402.
| 10         |  | 20         |  | 30         |  | 40         |  | 50         |
| ---------- |  | ---------- |  | ---------- |  | ---------- |  | ---------- |
| MAKPCGVRLS |  | GEARKQVEVF |  | RQNLFQEAEE |  | FLYRFLPQKI |  | IYLNQLLQED |
| SLNVADLTSL |  | RAPLDIPIPD |  | PPPKDDEMET |  | DKQEKKEVHK |  | CGFLPGNEKV |
| LSLLALVKPE |  | VWTLKEKCIL |  | VITWIQHLIP |  | KIEDGNDFGV |  | AIQEKVLERV |
| NAVKTKVEAF |  | QTTISKYFSE |  | RGDAVAKASK |  | ETHVMDYRAL |  | VHERDEAAYG |
| ELRAMVLDLR |  | AFYAELYHII |  | SSNLEKIVNP |  | KGEEKPSMY  |  |            |

A: Аланін

C: Цистеїн

D: Аспарагінова кислота

E: Глутамінова кислота

F: Фенілаланін

G: Гліцин

H: Гістидин

I: Ізолейцин

K: Лізин

L: Лейцин

M: Метіонін

N: Аспарагін

P: Пролін

Q: Глутамін

R: Аргінін

S: Серин

T: Треонін

V: Валін

W: Триптофан